# Jakub Wojciech Trzebuchowski
Jakub Wojciech Trzebuchowski herbu Ogończyk (zm. w 1665 roku) – kasztelan kowalski w latach 1647-1663, cześnik inowrocławski w latach 1643–1646, sędzia grodzki bydgoski.
Jako senator wziął udział w sejmach: 1648 (II) i 1649/1650 roku.